# 拉爾夫·格林利夫
拉爾夫·格林利夫（英語：Ralph Greenleaf，1899年11月3日—1950年3月15日），是一名美國職業花式撞球和開侖撞球運動員。他是二十次世界花式撞球冠軍，在他的全盛時期統治了這項運動。
1950年3月，他在《紐約時報》上的訃聞中如此描述他的歷史定位：“貝比·魯斯為棒球所做的，登普西為拳擊所做的，蒂爾登為網球所做的……格林利夫為花式撞球所做的。”
他那個時代的冠軍賽是以14.1連續擊球比賽進行的，但形式因比賽而異，不是年度賽事。冠軍賽是兩名球員之間的挑戰賽，通常會在幾天內進行至其中一方達到某個分數（例如1,500分）。
他是1966年入選美國撞球大會名人堂的前三名成員之一。他在「撞球文摘50位世紀最偉大球員」中排名第三。

## 外部連結
- From Riches to Rags: The Untold Story of Ralph Greenleaf （页面存档备份，存于）